# Abdul Kabir
Mohammed Abdul Kabir är en högt uppsatt medlem av talibanernas ledning och Afghanistans tillförordnade premiärminister sedan den 17 maj 2023.